# 초지역
초지(신안산대학교)역(Choji(Shin-Ansandaehaqgyo)Station, 草芝(新安山大學校)驛)은 경기도 안산시 단원구 초지동에 있는 수도권 전철 4호선, 수도권 전철 수인·분당선, 수도권 전철 서해선의 환승역이다. 개업 당시 역명은 공단역(工團驛)이었으나, 반월국가산업단지와 멀리 떨어져 있다는 문제가 계속 거론되어, 2012년 6월 30일 초지역으로 역명이 변경되었다. 역 인근에 신안산대학교가 있다. 추후 신안산선이 개통되면 4개의 환승역이 될 예정이다. 2024년 11월 2일부터 2026년 3월 31일까지 신안산선 개통시까지 초지역 ~ 서화성역간 셔틀버스를 운행한다.

## 연혁
- 1994년 1월 10일: 공단역으로 영업 개시
- 2002년 3월 13일: 무배치간이역으로 격하
- 2012년 6월 30일: 초지역으로 역명 변경[3]
- 2013년 10월 21일: 수도권 전철 서해선 역명을 화랑역으로 결정[4]
- 2018년 4월 6일: 수도권 전철 서해선 역명을 초지역으로 변경[5]
- 2018년 6월 16일: 수도권 전철 서해선 개통과 함께 환승역이 됨[6]
- 2020년 9월 12일: 수인·분당선 개통 및 4호선 급행열차 정차 개시
- 2024년 11월 2일: 초지 ~ 서화성구간 임시 셔틀버스 운행
- 2026년 3월 31일: 대곡~홍성 서해선 KTX 개통 예정

## 역 구조
역사는 4호선, 수인·분당선이 지상 2층, 수도권 전철 서해선이 지하 3층으로 이루어져 있다. 출구는 4호선, 수인·분당선 측 1개, 수도권 전철 서해선 측 4개 모두 5개가 있다. 4호선, 수인·분당선 대합실이 지상 1층, 승강장이 지상 2층에, 수도권 전철 서해선 대합실이 지하 1~2층, 승강장이 지하 3층에 있다.

### 4호선, 수인·분당선 승강장
| ↑ 고잔 |
| \| １  |
| 안산 ↓ |

| 1 | ● 수도권 전철 수인·분당선 | 정왕 · 소래포구 · 인천논현 · 인천 방면 |
| 1 | ● 수도권 전철 4호선       | 안산 · 신길온천 · 정왕 · 오이도 방면   |
| 2 | ● 수도권 전철 수인·분당선 | 수원 · 야탑 · 선정릉 · 왕십리 방면     |
| 2 | ● 수도권 전철 4호선       | 중앙 · 금정 · 명동 · 불암산 방면       |

### 서해선 광역전철 승강장
2면 2선의 상대식 승강장이 있는 지하역으로, 스크린도어가 설치되어 있다. 추후 KTX-이음 열차도 정차할 수 있도록 다중 슬라이드형 안전문이 설치 될 예정이다. 2024년 11월 2일부터 2026년 3월 31일까지4번 출구쪽에 서화성역으로 출발하는 셔틀버스를 운행하므로 시간표를 반드시 확인해야 한다.
| ↑ 선부                    |
| \| ２                     |
| 시우 ↓/ 서화성(셔틀버스)↓ |

| 1 | ● 수도권 전철 서해선 | 시흥시청 · 소사 · 김포공항 · 대곡 · 일산 방면 |
| 2 | ● 수도권 전철 서해선 | 원시 방면                                     |

## 역 주변
- 초지동
- 원곡동
- 단원구청
- 화랑유원지
- 안산스마트허브
- 안산시산업지원본부
- 안산아이랜드
- 신안산대학교
- 안산시민공원
- 자연공원
- 백운공원
- 안산정보산업진흥센터
- 중소기업연수원
- 안산청소년수련원
- 안산시민시장
- 라성시장
- 안산원곡초등학교
- 원선파출소
- 천주교원곡성당
- 관산초등학교
- 선부제1공원
- 안산시초지사회복지관
- 안산와스타디움
- 화랑저수지
- 경기도미술관
- 초지고등학교
- 둔내공원
- 초지중학교
- 초지초등학교
- 백운공원

## 이용객 변동
| 노선   | 노선   | 일평균 인원수 (명/일) | 일평균 인원수 (명/일) | 일평균 인원수 (명/일) | 일평균 인원수 (명/일) | 일평균 인원수 (명/일) | 일평균 인원수 (명/일) | 일평균 인원수 (명/일) | 일평균 인원수 (명/일) | 일평균 인원수 (명/일) | 일평균 인원수 (명/일) | 각주                  | 각주                  | 각주                  | 각주  |
| 노선   | 노선   | 2000년                | 2001년                | 2002년                | 2003년                | 2004년                | 2005년                | 2006년                | 2007년                | 2008년                | 2009년                | 각주                  | 각주                  | 각주                  | 각주  |
| ------ | ------ | --------------------- | --------------------- | --------------------- | --------------------- | --------------------- | --------------------- | --------------------- | --------------------- | --------------------- | --------------------- | --------------------- | --------------------- | --------------------- | ----- |
| 4호선  | 승차   | 3,807                 | 4,189                 | 4,396                 | 4,069                 | 3,139                 | 2,958                 | 3,233                 | 3,426                 | 3,596                 | 3,663                 | [ 7 ]                 | [ 7 ]                 | [ 7 ]                 | [ 7 ] |
| 노선   | 노선   | 일평균 인원수 (명/일) | 일평균 인원수 (명/일) | 일평균 인원수 (명/일) | 일평균 인원수 (명/일) | 일평균 인원수 (명/일) | 일평균 인원수 (명/일) | 일평균 인원수 (명/일) | 일평균 인원수 (명/일) | 일평균 인원수 (명/일) | 일평균 인원수 (명/일) | 일평균 인원수 (명/일) | 일평균 인원수 (명/일) | 일평균 인원수 (명/일) | 각주  |
| 노선   | 노선   | 2010년                | 2011년                | 2012년                | 2013년                | 2014년                | 2015년                | 2016년                | 2017년                | 2018년                | 2019년                | 2020년                | 2021년                | 2022년                | 각주  |
| 4호선  | 승차   | 3,937                 | 4,358                 | 4,571                 | 4,985                 | 5,206                 | 5,031                 | 4,464                 | 4,440                 | 3,955                 | 3,826                 | 3,080                 | 3,550                 | 4,142                 | [ 7 ] |
| 4호선  | 하차   | 3,755                 | 4,147                 | 4,349                 | 4,778                 | 5,065                 | 4,936                 | 4,385                 | 4,364                 | 3,824                 | 3,726                 | 2,964                 | 3,488                 | 4,097                 | [ 7 ] |
| 서해선 | 승하차 | 미 개 통              | 미 개 통              | 미 개 통              | 미 개 통              | 미 개 통              | 미 개 통              | 미 개 통              | 미 개 통              | 12,217                | 14,462                | 11,345                |                       |                       | [ 8 ] |

## 인접한 역
| 안산선                | 안산선                         | 안산선               |
| --------------------- | ------------------------------ | -------------------- |
| 452 고잔 불암산 방면  | ● 수도권 전철 4호선 완행       | 454 안산 오이도 방면 |
| 451 중앙 불암산 방면  | ● 수도권 전철 4호선 급행       | 454 안산 오이도 방면 |
| 수인선                |                                |                      |
| K253 고잔 청량리 방면 | ● 수도권 전철 수인·분당선 완행 | K255 안산 인천 방면  |
| 수도권 전철 서해선    |                                |                      |
| S25 선부 일산 방면    | ● 수도권 전철 서해선           | S27 시우 원시 방면   |

## 사진

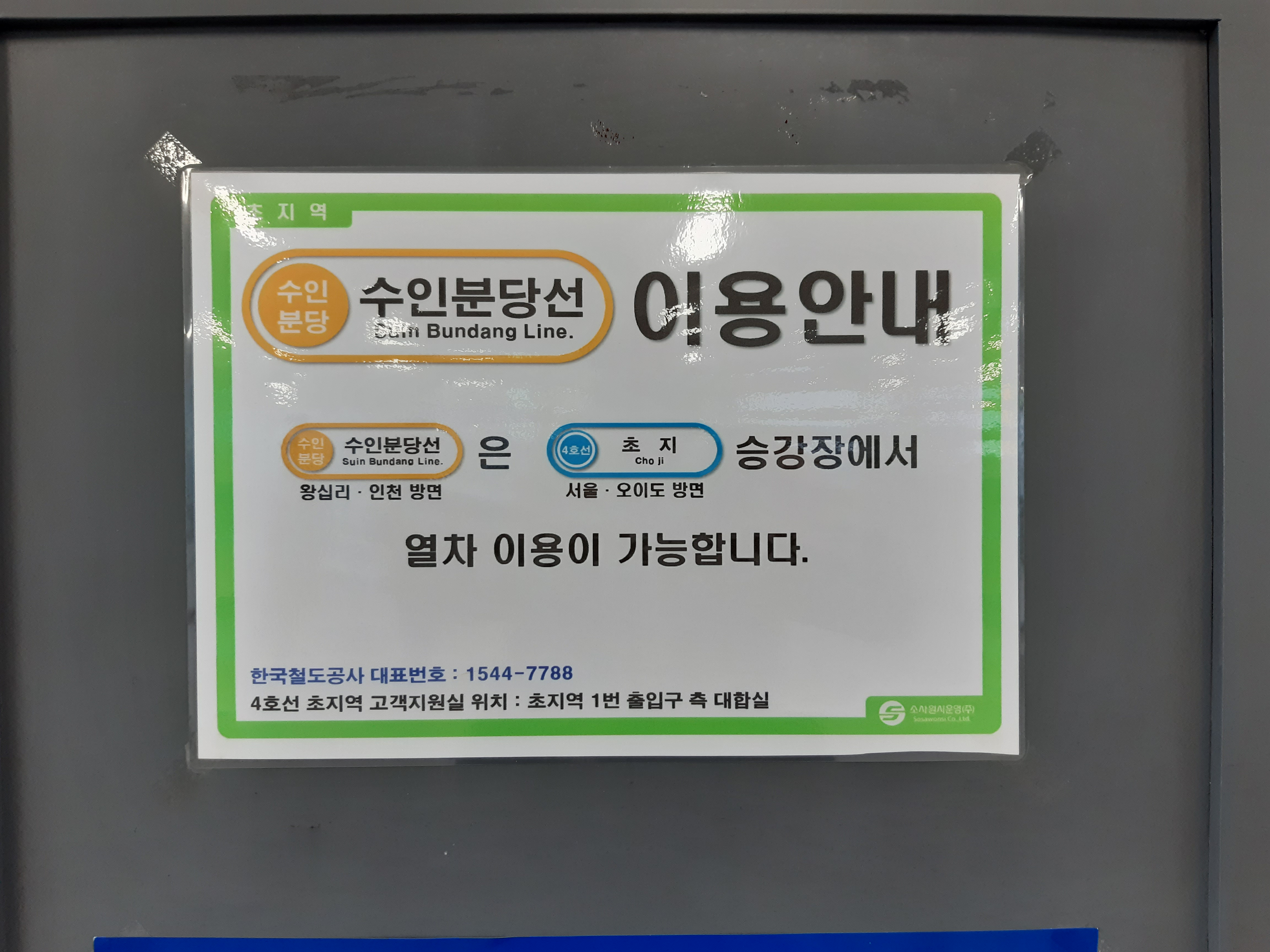
초지역 환승안내문
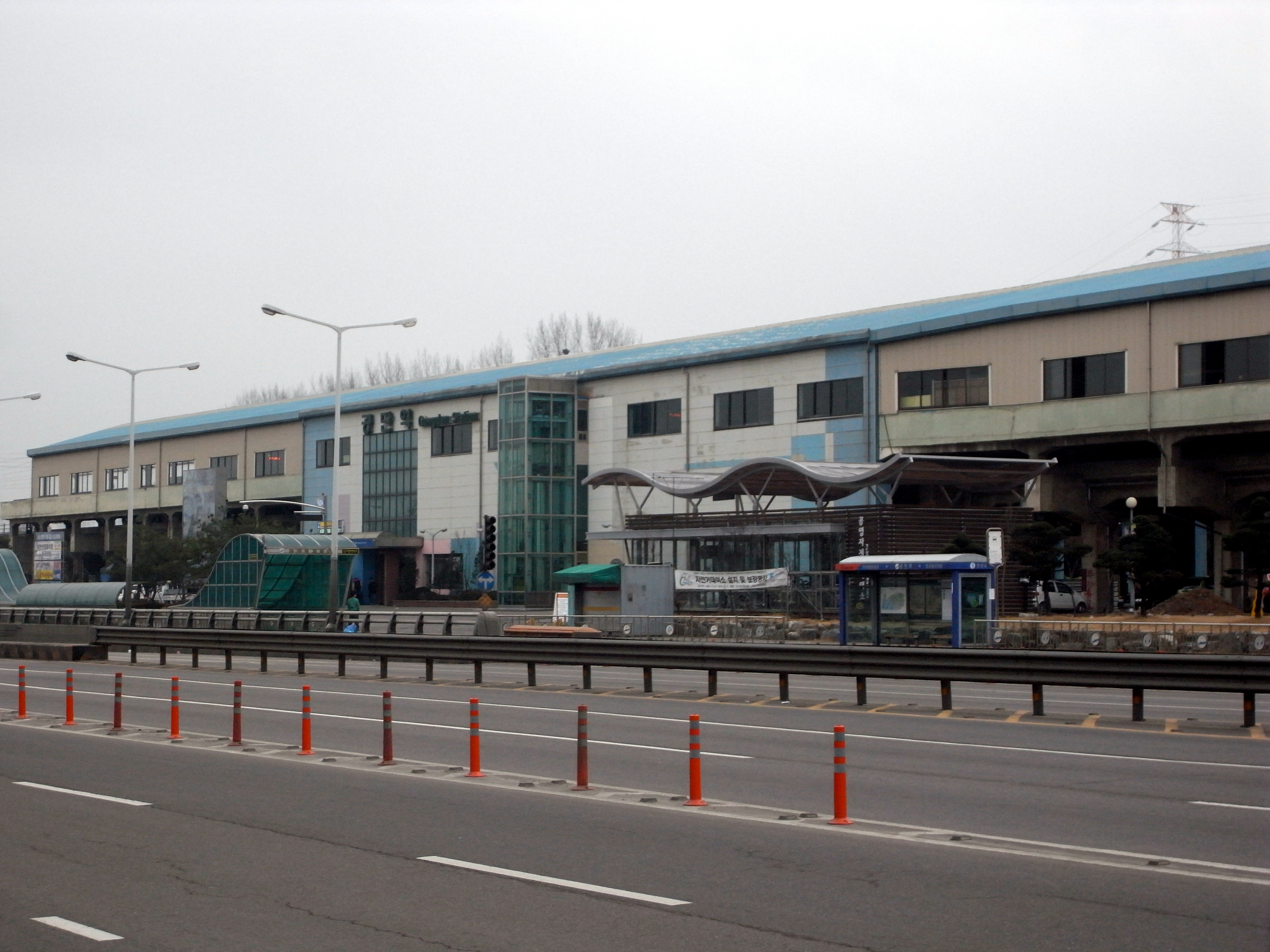
공단역 시절 역사
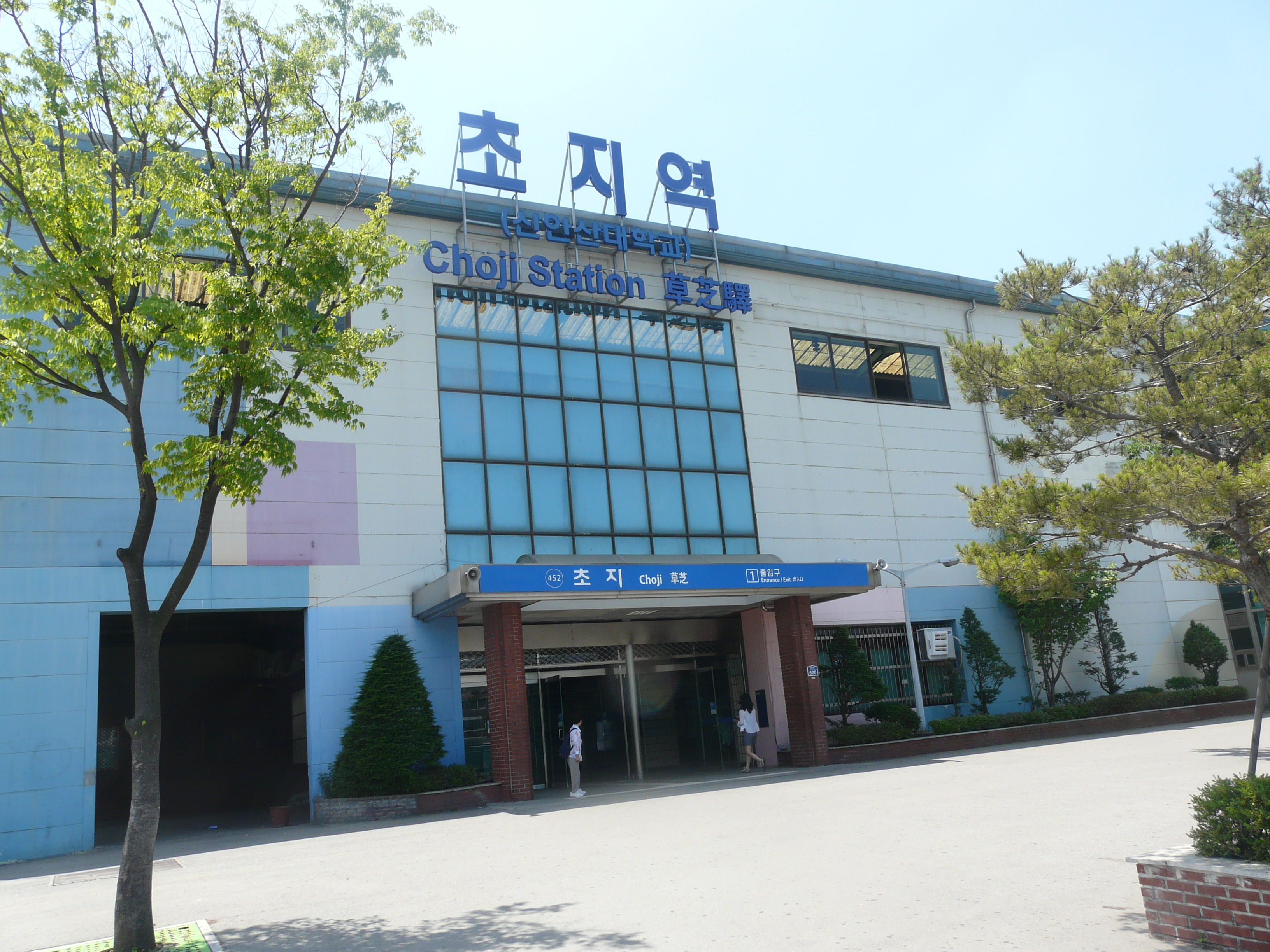
1번출구
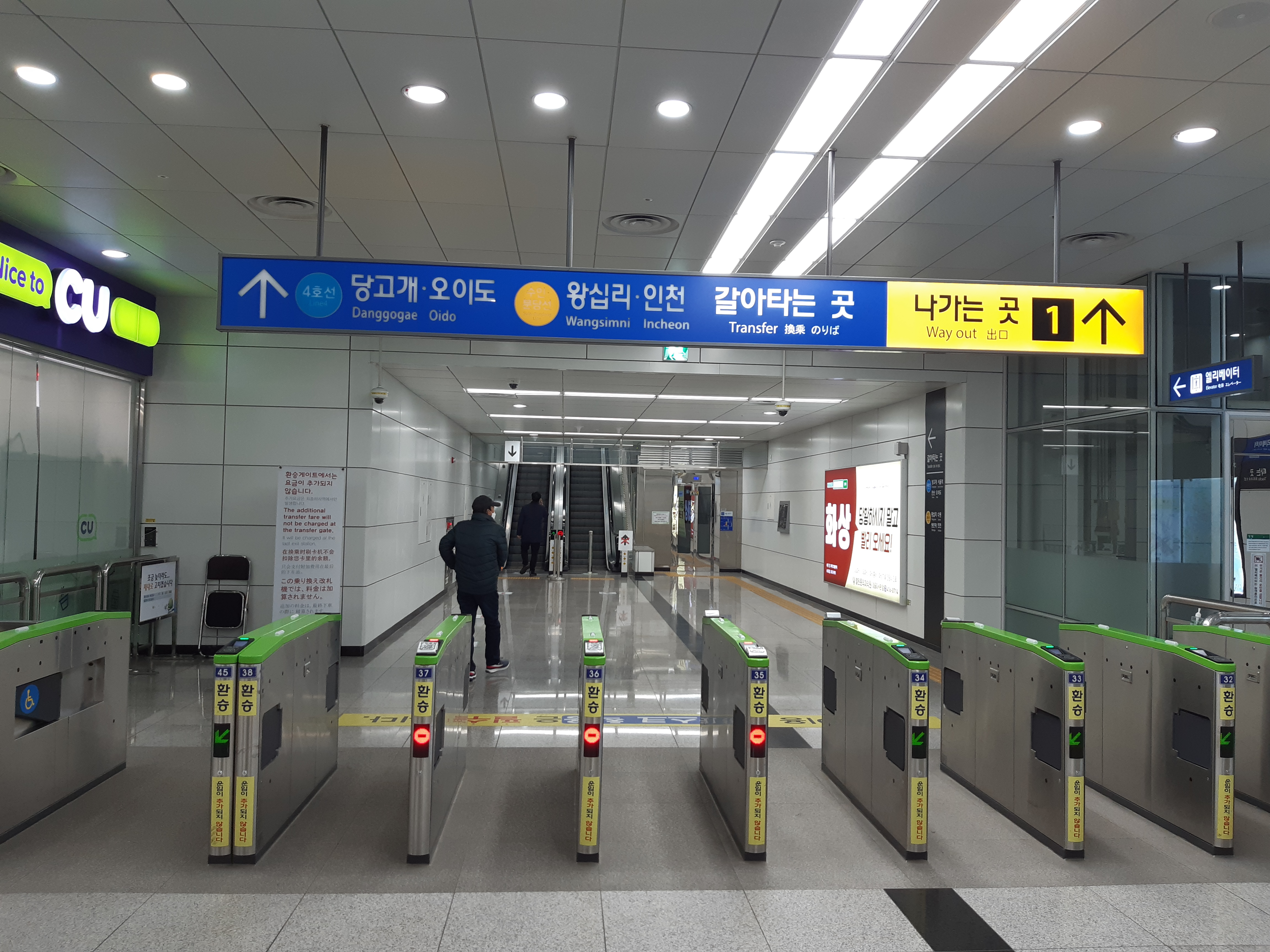
환승통로
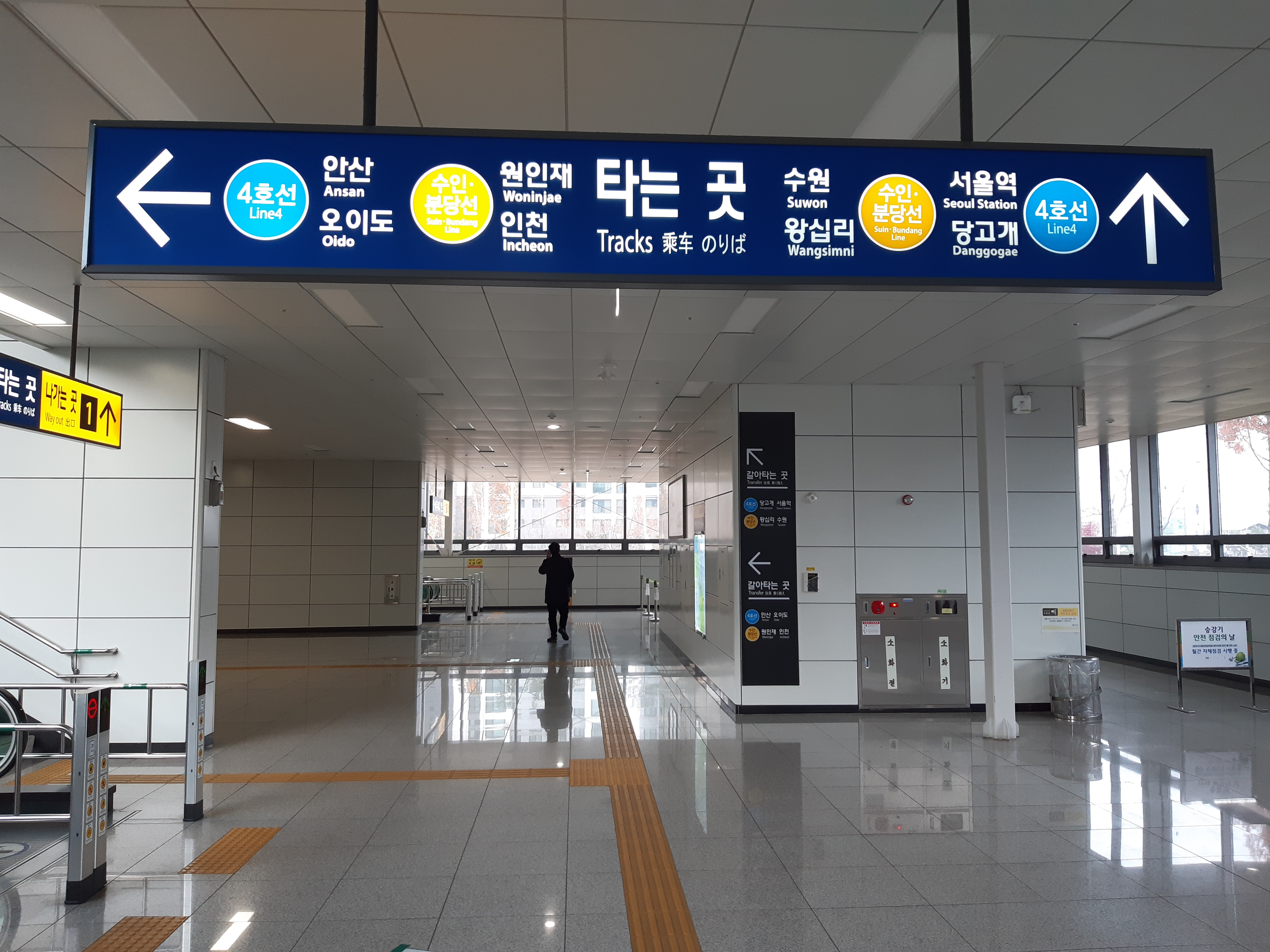
환승통로2
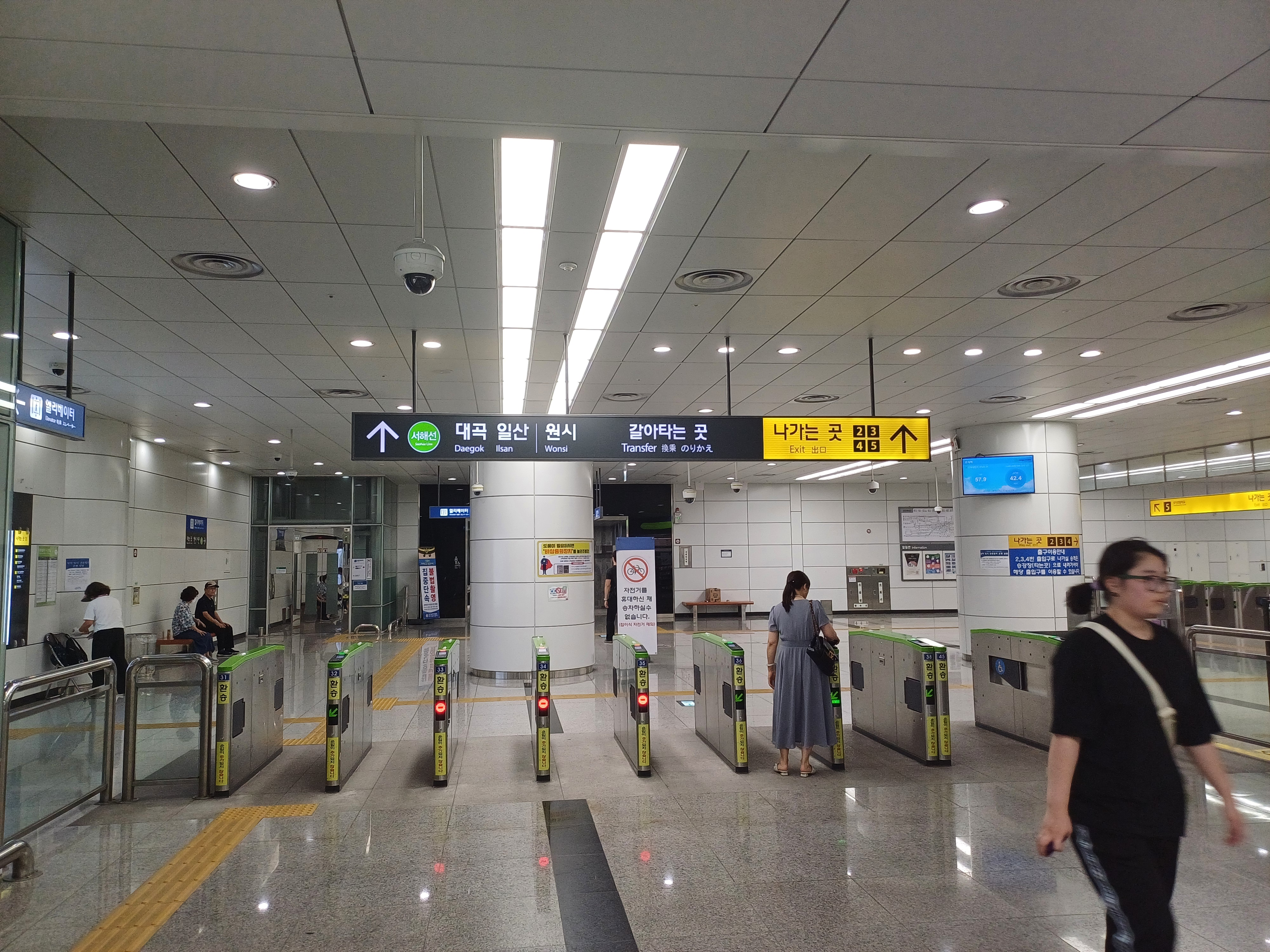
환승통로3
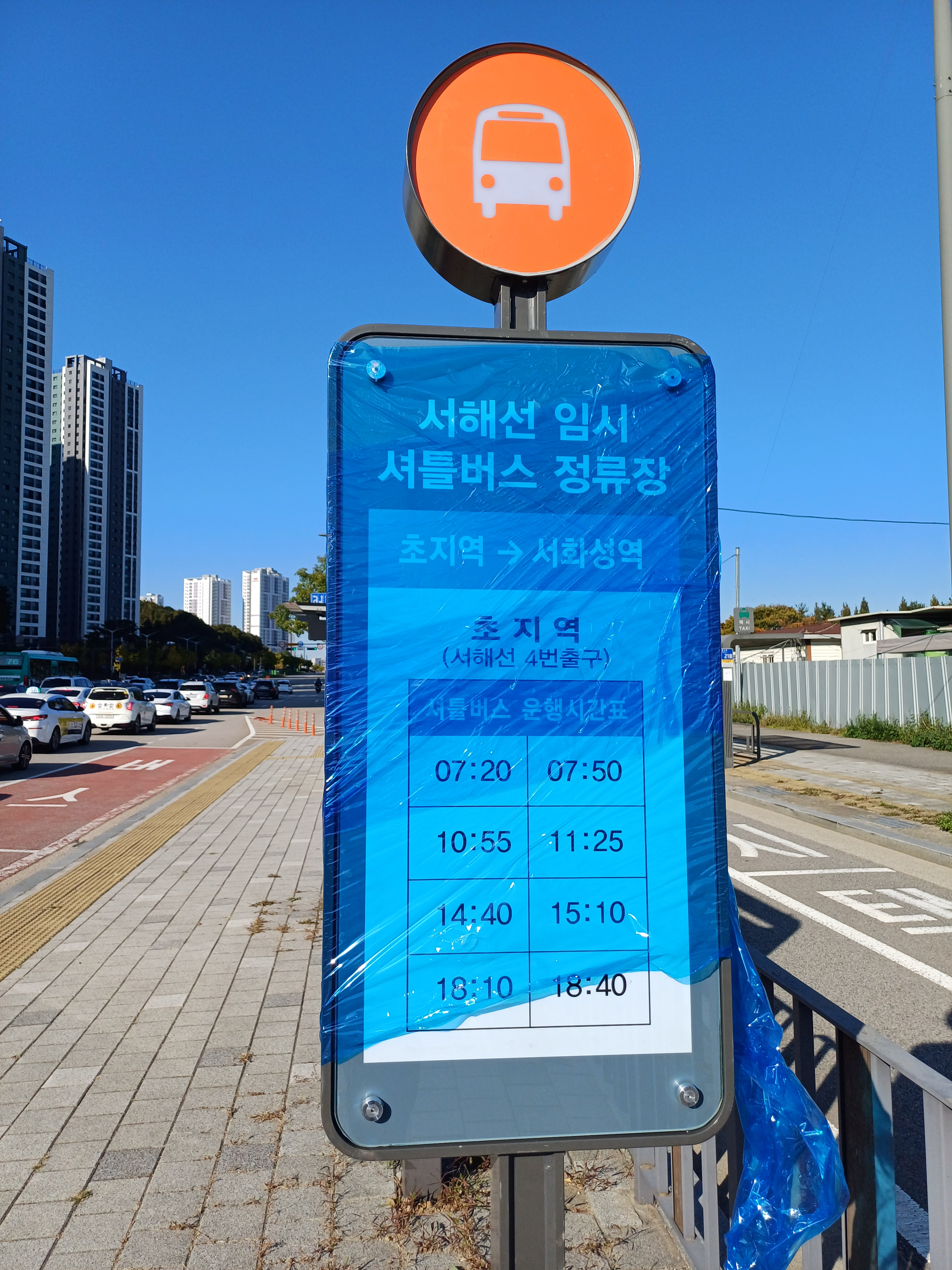
서해선 임시버스정류장
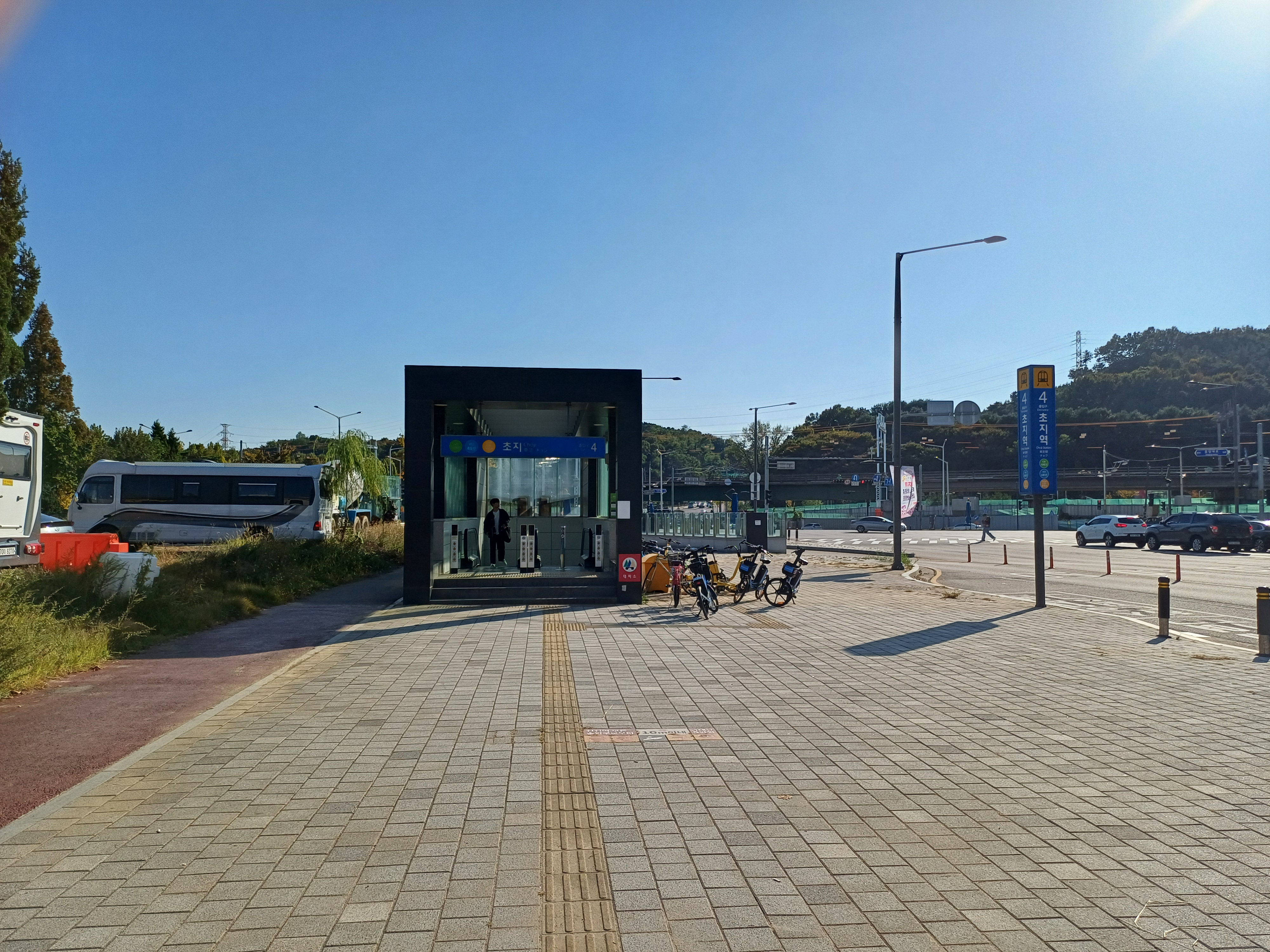
4번출구
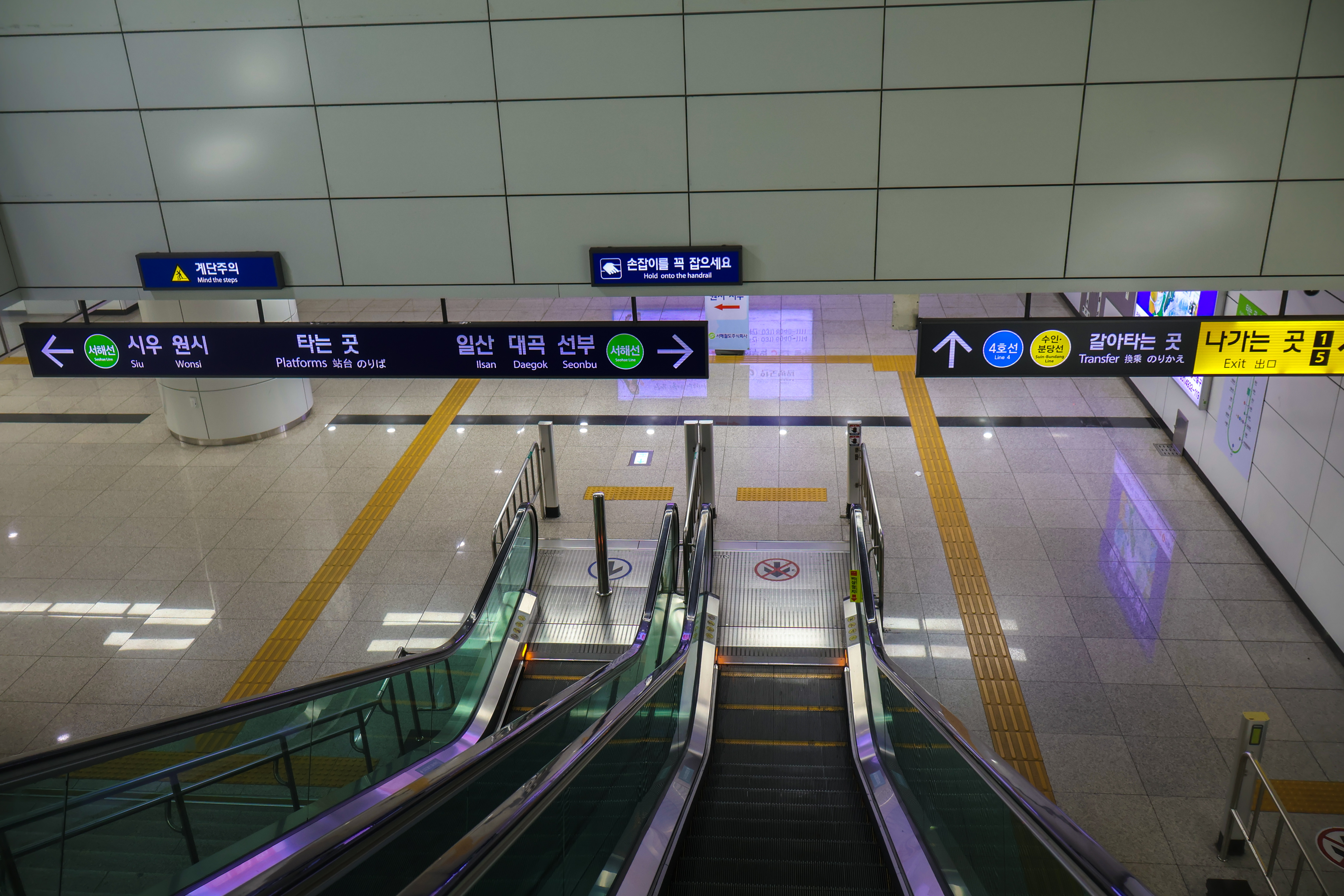
서해선 환승 에스컬레이터
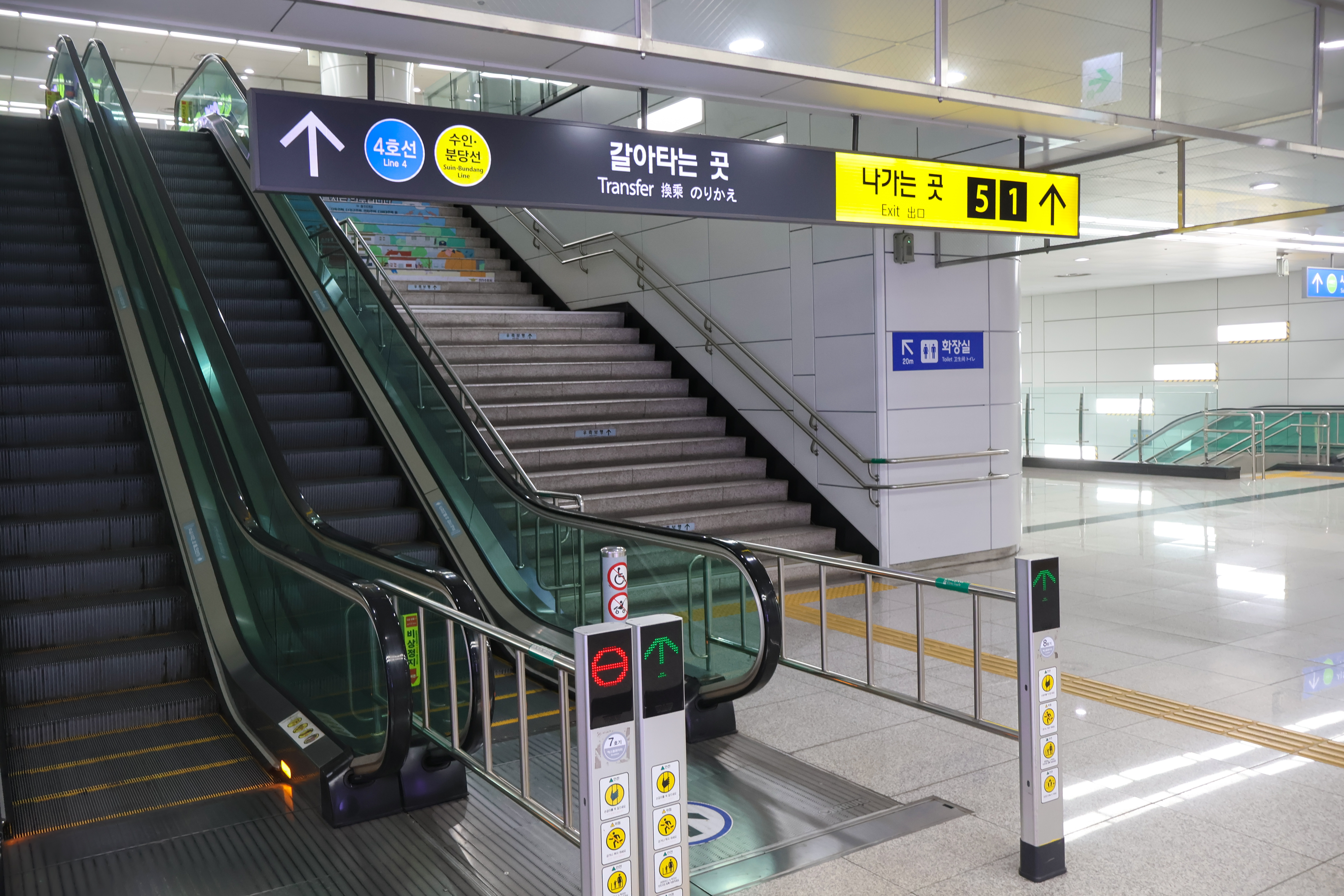
서해선·수인분당선 출입 통로
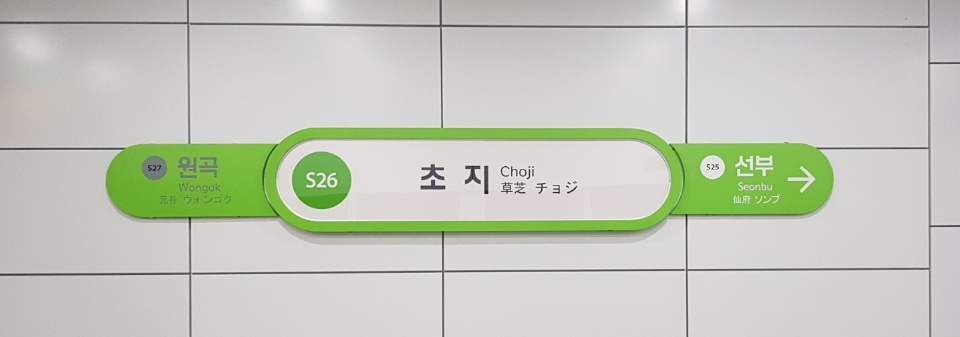
서해선 역명판(소사원시선 127정거장 역명 변경 전)